# Сесслер, Эндрю
Эндрю Сесслер (англ. Andrew Sessler; 11 декабря 1928, Нью-Йорк, США — 17 апреля 2014) — американский физик.

## Биография
Окончил Гарвардский университет, где получил степень бакалавра по математике. Продолжил обучение в Колумбийском университете, где получил степень PhD по физике.
В 1954—1959 годах был преподавателем в Университете штата Огайо.
Затем работал в Национальной лаборатории имени Лоуренса в Беркли. В 1973—1980 годах был директором этой лаборатории.
Работал в области физики ускорителей.
Активно участвовал в работе Американского физического общества. В 1998 году был председателем этого общества.
В 1980-е подписывал письма в поддержку советских учёных-диссидентов. Был основателем группы Scientists for Sakharov, Orlov and Sharansky («Учёные за Сахарова, Орлова и Шаранского»). Добивался разрешения для Елены Боннэр выехать для лечения в США.
Сесслер жертвовал крупные суммы денег благотворительным организациям, в том числе Врачи без границ, ФИНКА Интернешнл и Berkeley Food and Housing.
Скончался 17 апреля 2014 года после длительной болезни.

## Награды
- Премия Эрнеста Лоуренса (1970)
- Dwight Nicholson Medal (1995)
- Премия Роберта Уилсона (1997)
- Премия Энрико Ферми (2014)